# Concerto pour piano no 21 de Mozart
Pour les articles homonymes, voir Concerto pour piano (homonymie).
Le Concerto pour piano no 21 en ut majeur, KV 467, est un concerto pour piano du compositeur classique Wolfgang Amadeus Mozart. Il fut composé le 9 mars 1785 à Vienne, peu de temps après le Concerto pour piano en ré mineur, KV 466.

## Histoire
Alors que le précédent concerto pour piano de Mozart était plus vif et passionné, celui en ut majeur est empreint de calme et de majesté. Ce ne fut pas la seule fois que Mozart écrivit d'affilée deux œuvres au caractère très différent l'une de l'autre. Il y eut également les Quintettes à cordes KV 515 et 516 ainsi que les symphonies no 40 (KV 550) et no 41 (KV 551).

### Création
La création eut lieu le 10 mars 1785. L'annonce suivante parut lors de l'événement :

« M. le Kapellmeister Mozart aura l'honneur de présenter un Grand Concert au Burgtheater, au cours duquel il interprétera un nouveau concerto pour piano et exécutera diverses improvisations sur un piano à pédales extrêmement grand. »

## Instrumentation
| Soliste                                               |
| ----------------------------------------------------- |
| Piano                                                 |
| Cordes                                                |
| Violons I, Violons II, Altos, Violoncelles            |
| Bois                                                  |
| Flûte, 2 Hautbois, 2 Bassons                          |
| Cuivres                                               |
| 2 Cors en do, 2 trompettes en do, timbales en do, sol |

## Analyse
Comme les concertos de forme classique, le Concerto pour piano no 21 en ut majeur est de forme sonate. Il comporte trois mouvements : deux mouvements rapides entourant un mouvement lent.

### 1. Allegro maestoso
- Allegro maestoso[2], en ut majeur, à , 417 mesures.

Le premier mouvement s'ouvre de manière tranquille par une marche joyeuse jouée par les cordes graves à laquelle répondent ensuite les cordes aiguës et les bois. Cette entrée est suivie d'un éclat joyeux qui précède l'apparition d'un thème secondaire venant s'entrelacer avec le thème principal. Le piano entre calmement avec une partie en arpèges aboutissant à une courte cadence qui se termine par un trille introduisant la reprise du thème principal par tout l'orchestre. Le piano développe alors le thème de manière plus élaborée, puis passe à un autre thème en sol majeur, ce dernier étant précédé d'un passage qui annonce le thème principal de la Symphonie no 40 en sol mineur. Le thème principal réapparaît joué en sol majeur, et se poursuit sur une suite d'arpèges jouées par le soliste en même temps que les bois exécutent un thème plus mélancolique. Cette partie ramène à l'ouverture tranquille et à la réexposition du thème en sol dans la tonalité principale. Un tutti conduit enfin à une cadence avant que l'orchestre achève le mouvement avec la section finale de l'ouverture, légèrement modifiée pour se terminer sur une note calme et détachée.

### 2. Andante

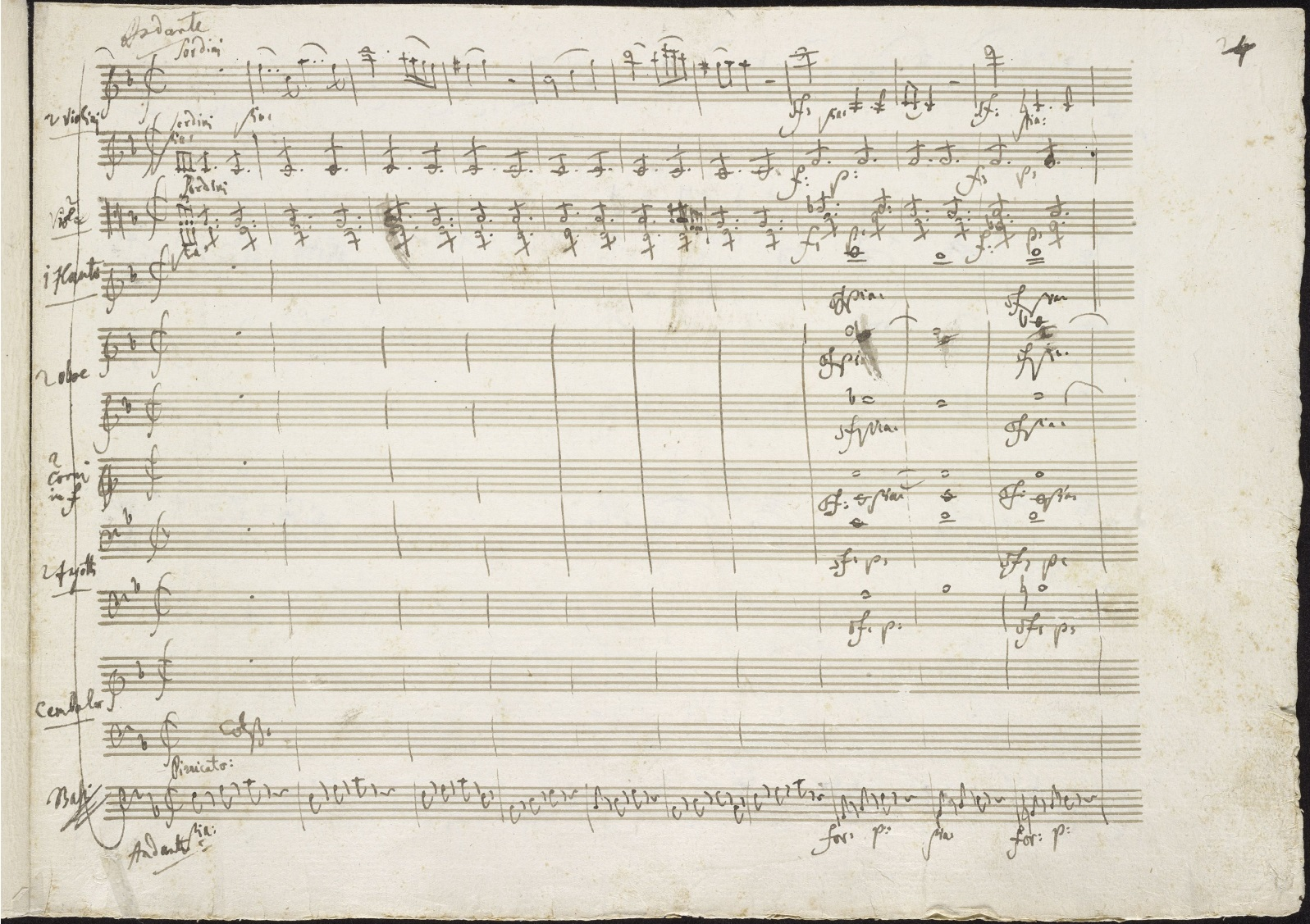
Début du second mouvement, page autographe.

- Andante, en fa majeur, à , 104 mesures.

Non seulement cet Andante est le mouvement le plus connu de ce Concerto, mais il est également l'une des mélodies les plus connues de toute la production de Mozart. Ce mouvement aux ondoiements angéliques recèle une angoisse perceptible à même les quelque vingt modulations qui apparaissent à tour de rôle en quelque cent mesures. Olivier Messiaen dit de cet Andante qu'il est l'« une des plus belles [mélodies] de la musique de Mozart et de toute la Musique... ».
Cet Andante fait partie de la trame sonore du film Elvira Madigan du réalisateur Bo Widerberg.

### 3. Allegro vivace assai
- Allegro vivace assai, en ut majeur, à 
, section répétée 2 fois : mesures 1 à 8, 446 mesures

Selon certains auteurs, ce finale n'aurait pas le niveau artistique des deux mouvements précédents. Il s'agit d'un rondo sonate, structure fréquente dans les œuvres de « maturité » de Mozart, adoptée par Beethoven puis Brahms. Le thème du refrain est exposé par les violons et scandé par un motif des bois et des cuivres. Dans le premier couplet figurent deux thèmes nouveaux, dont le second possède un grand charme mélodique. Le second couplet consiste en un très beau développement construit essentiellement sur le thème du refrain. Le troisième couplet est semblable au premier et s'enchaîne à une coda pleine de feu basée sur le thème initial. Une puissante gamme d'ut majeur parcourt trois octaves au piano et met un point final au concerto. Ce mouvement est remarquable par son énergie et par son orchestration dans laquelle les vents (bois et cuivres) sont indépendants et dialoguent constamment avec le piano ou l'orchestre.

## Au cinéma
Sauf indication contraire, les informations mentionnées dans cette section peuvent être confirmées par le générique de fin de l'œuvre audiovisuelle présentée ici, ainsi que par la base de données cinématographiques IMDb,  présente dans la section « Liens externes ».
- 1967 : Elvira Madigan de Bo Widerberg
- 1970 : La Maison des bories de Jacques Doniol-Valcroze
- 1977 : L'Espion qui m'aimait de Lewis Gilbert
- 1978 : Préparez vos mouchoirs de Bertrand Blier
- 1983 : Les Petits Génies de Philip DeGuere et Bob Shayne
- 1987 : Attention bandits ! de Claude Lelouch
- 1999 : Le Créateur d'Albert Dupontel
- 2000 : Le Goût des autres d'Agnès Jaoui
- 2006 : Jean-Philippe de Laurent Tuel

## A la télévision
- De 1979 à 1988 : générique de l'émission Mes mains ont la parole, animée par Marie-Thérèse L'Huillier sur Antenne 2 ;
- En 1984 : une version raccourcie et au synthétiseur du 1er mouvement sert de générique à la série Les Petits Génies sur Antenne 2.